# Dynak
Dynak (kurp. Dynåk) – wieś w Polsce położona w województwie mazowieckim, w powiecie przasnyskim, w gminie Jednorożec. Wieś ma status sołectwa. Leży w Puszczy Zielonej.

## Nazwa

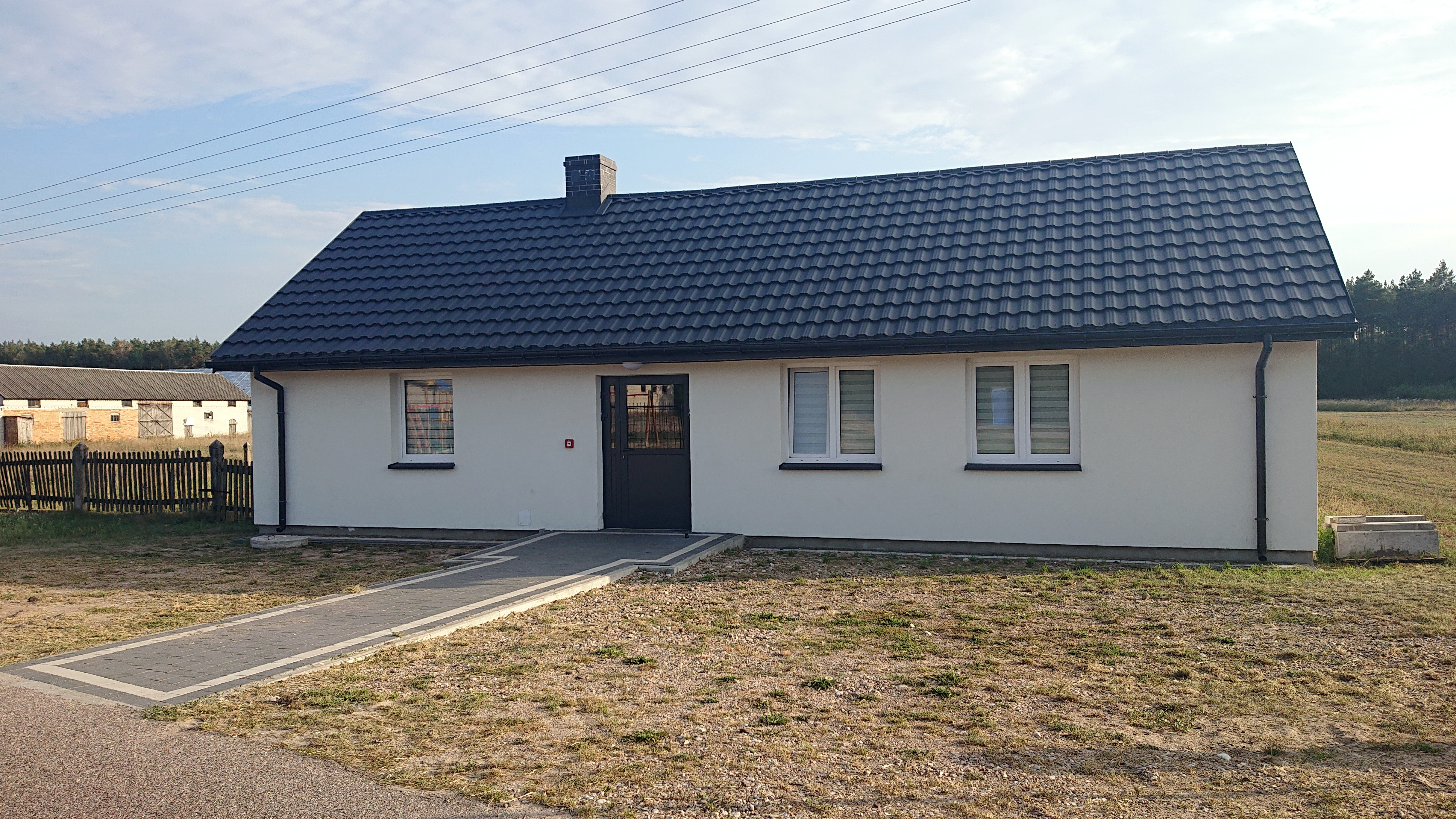
Świetlica wiejska (dawna remiza OSP)

Uważa się, że nazwa pochodzi od dawniej używanego imienia Dynak pochodzącego od imienia Dionizy. Jednak w księdze bartnej zachodniej Kurpiowszczyzny (1710–1760) przy zapisie z 1736 pojawia się notka o łące pod dinakiem. Mogło to być określenie miejsca.

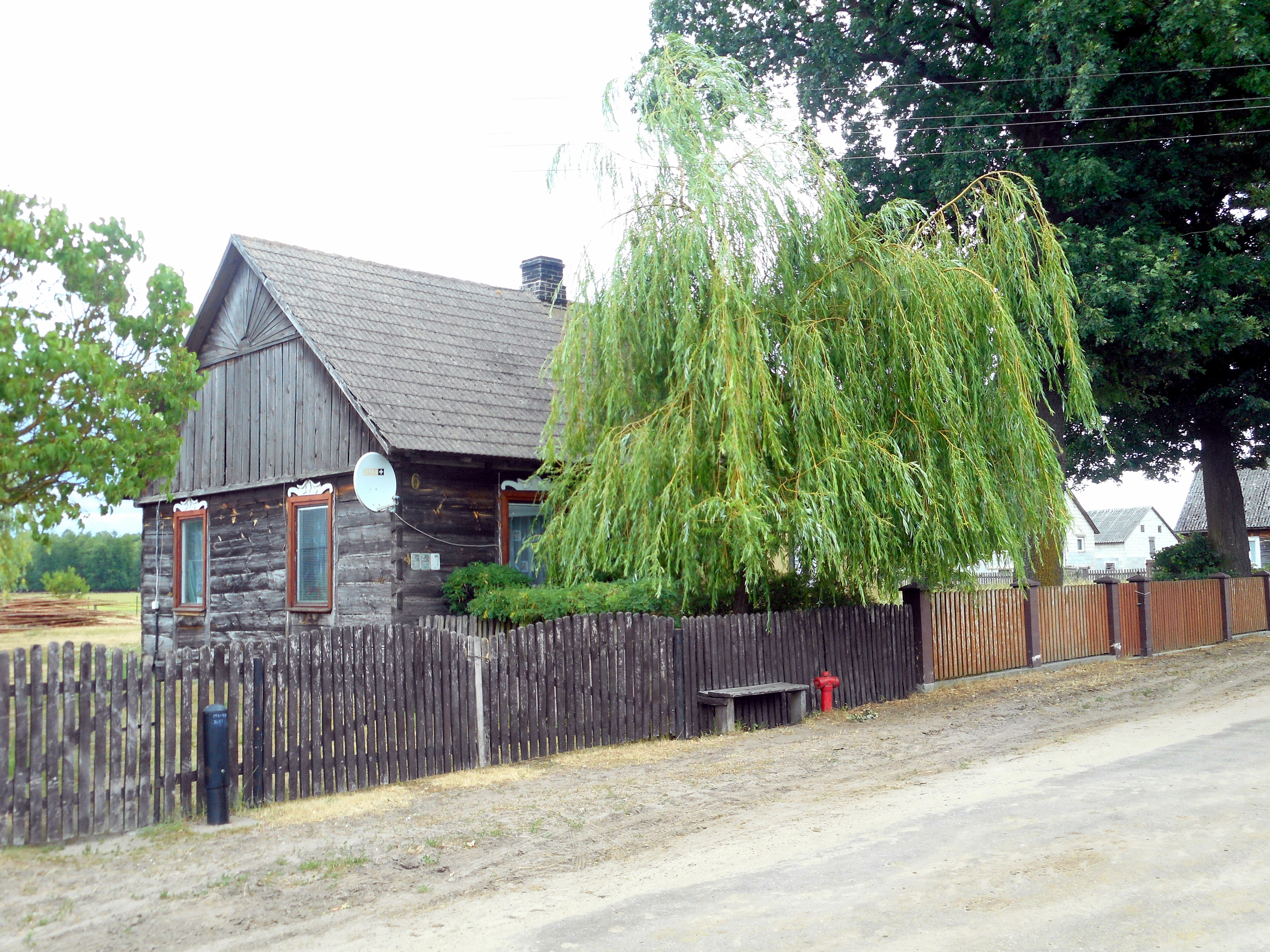
Jeden z drewnianych domów we wsi

## Zmiany administracyjne
Omawiany teren po III rozbiorze trafił do Prus Nowowschodnich (departament płocki, powiat przasnyski). Stanowiła dobra rządowe w ekonomiii Przasnysz. Po powstaniu Księstwa Warszawskiego Dynak był częścią departamentu płockiego i powiatu przasnyskiego. W Królestwie Polskim włączono go do województwa płockiego, obwodu przasnyskiego i powiatu przasnyskiego. W 1837 województwa przemianowano na gubernie, w 1842 obwody na powiaty, a powiaty na okręgi sądowe. Od 1867 Olszewka znalazła się w gminie Baranowo, powiecie przasnyskim i guberni płockiej. Od 1919 wieś należała do powiatu przasnyskiego w województwie warszawskim. W 1933 utworzono gromady. Wieś Dynak stanowiła gromadę w granicach gminy Baranowo. Z dniem 1 listopada 1939 do III Rzeszy wcielono północną część województwa warszawskiego, w tym powiat przasnyski i wieś Dynak jako część Rejencji Ciechanowskiej w prowincji Prusy Wschodnie. Gdy w 1944 przywrócono przedwojenną administrację, Dynak należała do powiatu przasnyskiego i województwa warszawskiego. W 1954 zlikwidowano gminy i zastąpiono je gromadami. W latach 1962–1972 wieś należała do gromady Parciaki. W 1973 przywrócono istnienie gminy Jednorożec, do której włączono Dynak. W latach 1975–1998 miejscowość administracyjnie należała do województwa ostrołęckiego. Od 1999 Dynak znajduje się w gminie Jednorożec w powiecie przasnyskim i województwie mazowieckim.

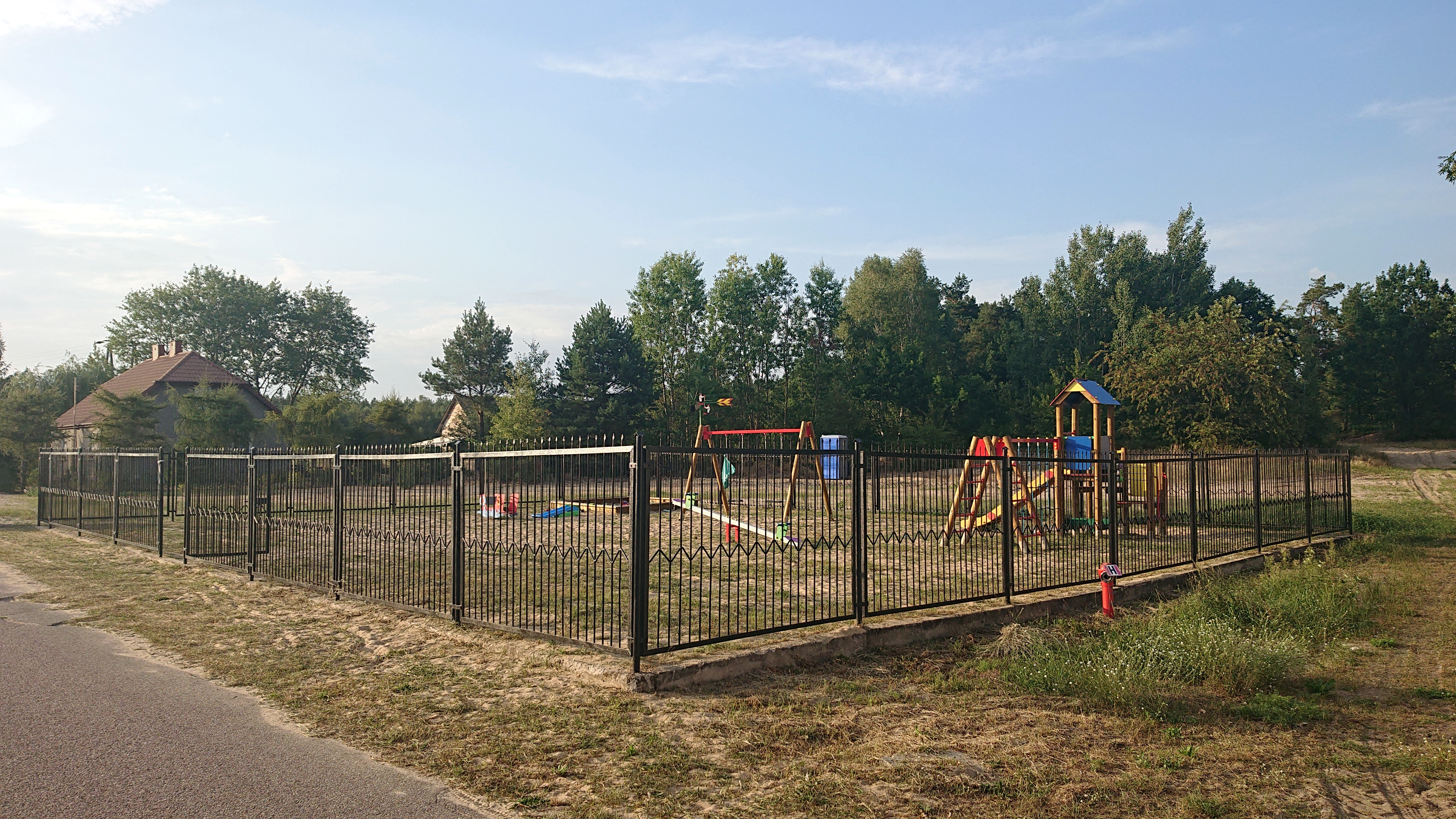
Plac zabaw

## Części wsi
W użyciu są nazwy miejscowe określające części wsi Dynak: Bocianica i Zagocianka.
| SIMC    | Nazwa     | Rodzaj    |
| ------- | --------- | --------- |
| 0510497 | Bocianica | część wsi |

## Historia
Miejscowość Dynak po raz pierwszy notowana jest w opisie statystycznym powiatu przasnyskiego z 1815. Istniało tu 5 domów z 20 mieszkańcami (9 mężczyznami i 11 kobietami). Pierwsi mieszkańcy Dynaku zajmowali się tkactwem, bartnictwem, rolnictwem i przędzeniem wełny oraz lnu. W 1827 wieś liczyła 6 domów i 31 mieszkańców.
Wieś naniesiono na mapę kwatermistrzostwa. Sekcję przedstawiającą ten teren opracowano przed powstaniem listopadowym. W 1848 w Dynaku było 9 domów, w których mieszkało 57 osób (30 mężczyzn i 27 kobiet). W Słowniku geograficznym Królestwa Polskiego i innych krajów słowiańskich wydanym w 1881 czytamy, że wieś znajdowała się w parafii Baranowo. W 1907 wieś przyłączono do nowej parafii Parciaki.

W okresie powstania styczniowego między Dynakiem, Budami Rządowymi a Cierpiętami odbyła się bitwa powstańców z Rosjanami. Określa się ją mianem bitwy pod Cierpiętami i datuje na 17 sierpnia 1863.

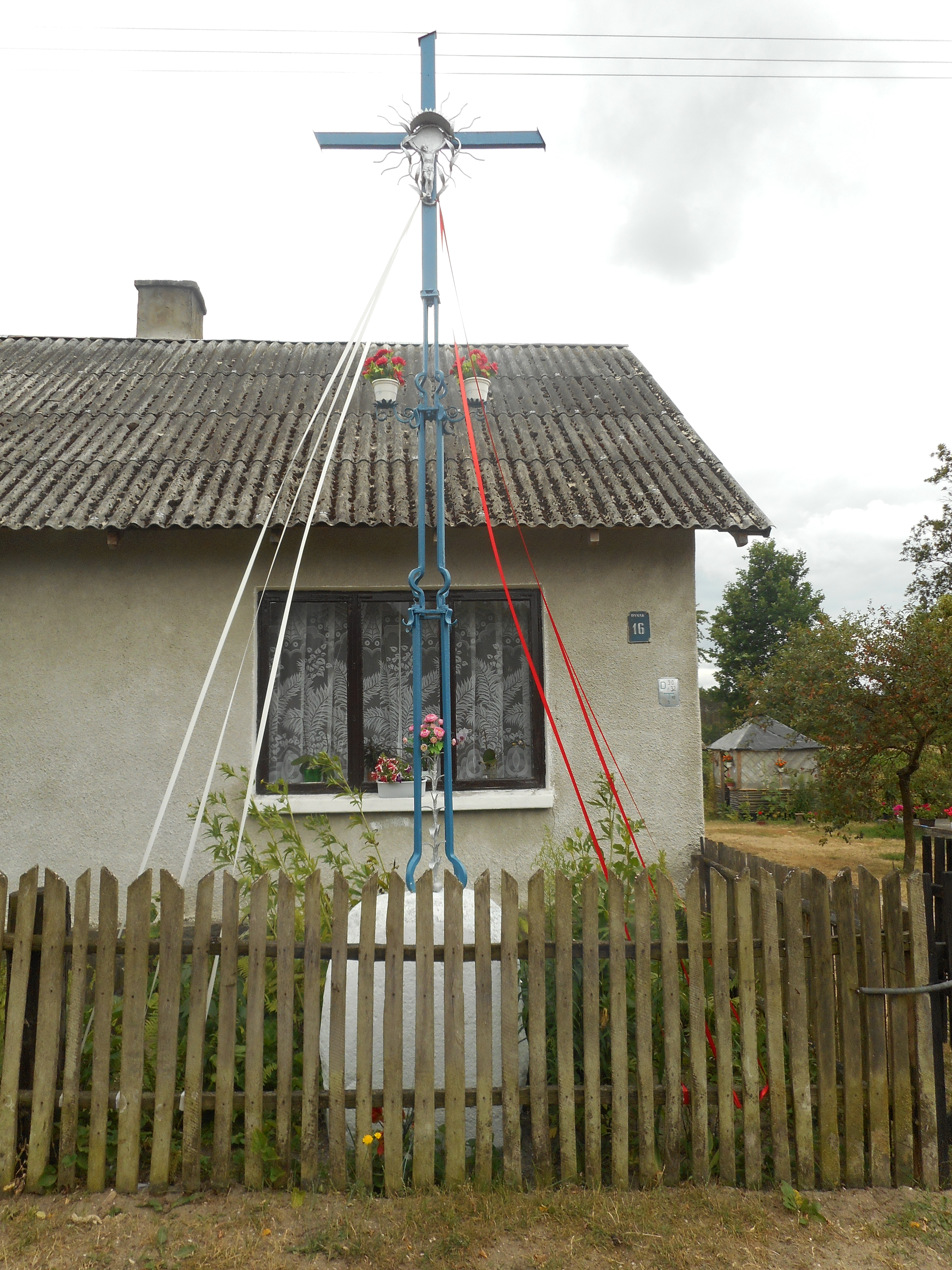
Krzyż z 1888

Według spisu powszechnego z 1921 we wsi istniały 22 domy, w których mieszkało 106 osób. W 1939 we wsi mieszkało 150 osób, w 1945 – 187, a w 1949 – 73 osoby (34 mężczyzn i 39 kobiet).
W 1955 zbudowano remizę strażacką. W latach 60. XX wieku zorganizowano jednostkę OSP. Przestała funkcjonować około 1992.
W latach 60. XX wieku część mieszkańców wyemigrowała na tzw. Ziemie Odzyskane, m.in. w Słupskie.
W 1973 sołtysem wsi był Franciszek Ciężar.
W 2002 we wsi notowano 32 gospodarstwa domowe.

## Współcześnie
Na dzień 25 listopada 2011 we wsi notowano 138 osób: 68 kobiet i 70 mężczyzn. Na dzień 31 grudnia 2014 wieś zamieszkiwało 18 osób w wieku przedprodukcyjnym, 92 w wieku produkcyjnym i 22 w wieku poprodukcyjnym, łącznie 132 osoby. Sołtyską sołectwa Dynak jest Marzena Wilga.
Wierni wyznania rzymskokatolickiego należą do parafii św. Stanisława Biskupa i Męczennika w Parciakach.
We wsi znajduje się kilka przydrożnych krzyży, w tym metalowy osadzony w kamieniu z 1888. W lesie koło wsi jest wiele kapliczek skrzynkowych.
Dawną remizę strażacką wyremontowano i przeznaczono na świetlicę wiejską. Otwarcie nastąpiło w 2021. We wsi zbudowano siłownię zewnętrzną. W Dynaku od 2021 działa Koło Gospodyń Wiejskich.